# 鮫島章男
鮫島 章男（さめしま ふみお、1938年（昭和13年）10月9日 - ）は、日本の実業家。太平洋セメント社長、会長を歴任している。

## 来歴
- 1938年（昭和13年） - 鹿児島県生まれ。
- 1962年（昭和37年） - 慶應義塾大学商学部卒業、小野田セメント入社
- 1991年（平成3年） - 同社経理部長
- 1994年（平成6年） - 秩父小野田株式会社経理部長
- 1996年（平成8年） - 同社取締役経理部長
- 1998年（平成10年） - 同社常務取締役経理部長
- 1998年（平成10年） - 太平洋セメント株式会社常務取締役
- 2002年（平成14年） - 同社代表取締役社長
- 2008年（平成20年） - 同社代表取締役会長就任
- 2016年（平成28年） - 春の叙勲で旭日重光章を受章[1]。

## 経歴
初任配属となった経理部財務課勤務から一貫して経理畑を歩む。社長就任後は双竜セメントの経営再建計画に取り組むなど同社の海外進出路線に先鞭をつけた。

## その他の活動
- 日本経団連環境安全委員会共同委員長
- セメント協会会長
- 石灰石鉱業協会会長
- 日韓経済協会副会長